# Вінау
Вінау (нім. Wynau) — громада  в Швейцарії в кантоні Берн, адміністративний округ Верхнє Ааргау.

## Географія
Громада розташована на відстані близько 45 км на північний схід від Берна.
Вінау має площу 5,1 км², з яких на 17,4% дозволяється будівництво (житлове та будівництво доріг), 37,5% використовуються в сільськогосподарських цілях, 39,6% зайнято лісами, 5,5% не є продуктивними (річки, льодовики або гори).

## Демографія
2019 року в громаді мешкало 1660 осіб (+7,8% порівняно з 2010 роком), іноземців було 24,8%. Густота населення становила 327 осіб/км².
За віковим діапазоном населення розподілялося таким чином: 19,3% — особи молодші 20 років, 60,9% — особи у віці 20—64 років, 19,8% — особи у віці 65 років та старші. Було 735 помешкань (у середньому 2,2 особи в помешканні).
Із загальної кількості 396 працюючих 34 було зайнятих в первинному секторі, 115 — в обробній промисловості, 247 — в галузі послуг.